# Peter Lykke-Seest

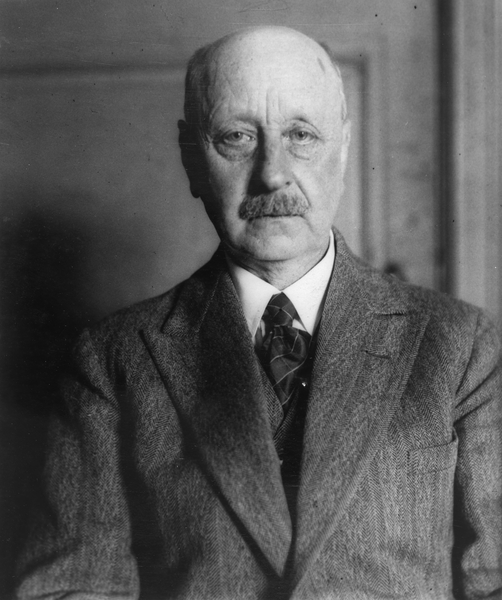
Peter Lykke-Seest på 1930-talet.

Peter Lykke-Seest, född 1868, död 1948, var en norsk manusförfattare och regissör.

## Filmografi (urval)

### Som regissör
- 1912 – En moders kaerlighed
- 1916 – Paria
- 1917 – Unge hjerter
- 1917 – En vinternat
- 1917 – De forældreløse
- 1918 – Lodsens datter
- 1918 – Vor tids helte
- 1919 – Æresgjesten
- 1919 – Historien om en gut

### Som manusförfattare
- 1912 – En moders kaerlighed
- 1913 – På livets ödesvägar
- 1913 – Livets konflikter
- 1913 – Gränsfolken
- 1913 – Blodets röst
- 1914 – Prästen
- 1914 – Kärlek starkare än hat eller Skogsdotterns hemlighet
- 1914 – Halvblod
- 1916 – Paria
- 1917 – Unge hjerter
- 1917 – En vinternat
- 1917 – De forældreløse
- 1918 – Lodsens datter
- 1918 – Vor tids helte
- 1919 – Æresgjesten
- 1919 – Historien om en gut